# Martin Sonnenberg
Martin Sonnenberg (Wetaskiwin, 23 gennaio 1978) è un ex hockeista su ghiaccio canadese che in carriera ha disputato 70 incontri in National Hockey League.

## Carriera
Sonnenberg iniziò la propria carriera nell'hockey su ghiaccio presso i Saskatoon Blades, formazione della Western Hockey League, dal 1995 al 1998. Durante quell'anno firmò un contratto per i Pittsburgh Penguins senza essere mai stato selezionato in un draft. Con i Penguins disputò 65 incontri con 3 punti all'attivo, tuttavia trascorse la maggior parte del tempo in American Hockey League con i Syracuse Crunch ed i Wilkes-Barre/Scranton Penguins, formazioni affiliate alla franchigia NHL.
Nel 2002 entrò nell'orbita dei Calgary Flames, ingaggiato come free agent. Disputò dapprima una stagione presso i Saint John Flames, e quella successiva con i Lowell Lock Monsters, entrambe formazioni di AHL, mentre con i Flames giocò solo cinque partite. Nel 2004 passò ai Phoenix Coyotes, tuttavia fu dirottato ancora una volta in AHL con le maglie degli Utah Grizzlies, i San Antonio Rampage e gli Hartford Wolf Pack.
Nel 2006 Sonnenberg partì per la Finlandia, per andara a giocare con il KalPa in SM-liiga. Fu nominato anche capitano della squadra, divenendo il primo straniero a diventare capitano di una squadra della SM-liiga. Al termine della stagione 2006-07 decise di ritirarsi dall'hockey professionistico. Tuttavia nell'inverno del 2007 Sonnenberg accettò la chiamata dell'HC Ambrì-Piotta, squadra svizzera della Lega Nazionale A. Dopo aver disputato la parte finale della stagione 2007-08, il giocatore rimase in Leventina anche per il campionato successivo, fino al 13 gennaio 2009, data nella quale Sonnenberg firmò un contratto con i svedesi del Timrå IK, nella Elitserien. Martin Sonnenberg giocò fino al termine della stagione 2009-10, mentre il 13 marzo 2011 comunicò l'addio definitivo all'attività agonistica.